# حزقيال هرنانديز
حزقيال هرنانديز (بالإسبانية: Juan Hernández)‏ (24 فبراير 1987 بموريليا في المكسيك - ) هو ملاكم مكسيكي، صنّف ضمن فئة Mini flyweight ‏.

## إحصائيات
خاض خلال مسيرته 37 نزالا، فاز في 34 وخسر في 3. فاز بالضربة القاضية في 25 نزالا.

## روابط خارجية
- حزقيال هرنانديز على موقع بوكس ريك (الإنجليزية) (registration required)